# Diskografie Natalie Coleové
Toto je diskografie Natalie Coleové, americké R&B, jazzové a soulové zpěvačky, která mapuje vydaná hudební alba a singly.

## Hudební alba

### Studiová alba
| Rok | Album                                         | Umístění v hitparádě | Umístění v hitparádě | Umístění v hitparádě | Umístění v hitparádě | USA certifikace     | Vydavatelství |
| Rok | Album                                         | USA                  | USA R&B              | USA Jazz             | UK                   | USA certifikace     | Vydavatelství |
| --- | --------------------------------------------- | -------------------- | -------------------- | -------------------- | -------------------- | ------------------- | ------------- |
| 1975 | Inseparable                                   | 18                   | 1                    | —                    | —                    | Zlatá deska         | Capitol       |
| 1976 | Natalie                                       | 13                   | 3                    | —                    | —                    | Zlatá deska         | Capitol       |
| 1977 | Unpredictable                                 | 8                    | 1                    | —                    | —                    | Platinová deska     | Capitol       |
| 1977 | Thankful                                      | 16                   | 5                    | —                    | —                    | Platinová deska     | Capitol       |
| 1979 | I Love You So                                 | 52                   | 11                   | —                    | —                    | Zlatá deska         | Capitol       |
| 1979 | We're the Best of Friends (s Peabem Brysonem) | 125                  | 25                   | —                    | —                    | —                   | Capitol       |
| 1980 | Don't Look Back                               | 77                   | 17                   | —                    | —                    | —                   | Capitol       |
| 1981 | Happy Love                                    | 132                  | 37                   | —                    | —                    | —                   | Capitol       |
| 1983 | I'm Ready                                     | 182                  | 54                   | —                    | —                    | —                   | Epic          |
| 1985 | Dangerous                                     | 140                  | 48                   | —                    | —                    | —                   | Modern        |
| 1987 | Everlasting                                   | 42                   | 8                    | —                    | 62                   | Zlatá deska         | EMI-Manhattan |
| 1989 | Good to Be Back                               | 59                   | 51                   | —                    | 10                   | —                   | EMI-Manhattan |
| 1991 | Unforgettable... with Love                    | 1                    | 5                    | 1                    | 11                   | 14× Platinová deska | Elektra       |
| 1993 | Take a Look                                   | 26                   | 14                   | 1                    | 16                   | Zlatá deska         | Elektra       |
| 1996 | Stardust                                      | 20                   | 11                   | —                    | —                    | Platinová deska     | Elektra       |
| 1999 | Snowfall on the Sahara                        | 163                  | 64                   | —                    | —                    | —                   | Elektra       |
| 2002 | Ask a Woman Who Knows                         | 32                   | 24                   | 1                    | —                    | —                   | Verve         |
| 2006 | Leavin'                                       | 97                   | 16                   | —                    | —                    | —                   | Verve         |
| 2008 | Still Unforgettable                           | 19                   | 8                    | 1                    | 59                   | —                   | DMI/Atco      |
| "–" označuje, že album nebylo v hitparádě hodnoceno nebo se neumístilo nebo se neprobojovalo do klasifikace |                                               |                      |                      |                      |                      |                     |               |

### Koncertní alba
| Rok | Album         | Umístění v hitparádě | Umístění v hitparádě | Umístění v hitparádě | USA certifikace |
| Rok | Album         | USA                  | USA/R&B              | UK                   | USA certifikace |
| --- | ------------- | -------------------- | -------------------- | -------------------- | --------------- |
| 1978 | Natalie Live! | 31                   | 9                    | —                    | Zlatá deska     |
| "–" označuje, že album nebylo v hitparádě hodnoceno nebo se neumístilo nebo se neprobojovalo do klasifikace |               |                      |                      |                      |                 |

### Kompilační alba
| Rok | Album                                          | Umístění v hitparádě | Umístění v hitparádě | Umístění v hitparádě | USA certifikace |
| Rok | Album                                          | USA                  | USA/R&B              | UK                   | USA certifikace |
| --- | ---------------------------------------------- | -------------------- | -------------------- | -------------------- | --------------- |
| 1987 | The Collection                                 | —                    | —                    | —                    | —               |
| 1994 | Holly & Ivy                                    | 36                   | 20                   | —                    | Zlatá deska     |
| 1997 | This Will Be: Natalie Cole's Everlasting Love  | —                    | —                    | —                    | —               |
| 1999 | The Magic of Christmas                         | 157                  | 84                   | —                    | —               |
| 2000 | Greatest Hits, Vol. 1                          | 154                  | 86                   | —                    | —               |
| 2001 | Love Songs                                     | —                    | —                    | —                    | —               |
| 2003 | Anthology                                      | —                    | —                    | —                    | —               |
| 2008 | Caroling, Caroling Christmas with Natalie Cole | —                    | —                    | —                    | —               |
| "–" označuje, že album nebylo v hitparádě hodnoceno nebo se neumístilo nebo se neprobojovalo do klasifikace |                                                |                      |                      |                      |                 |

## Singly
| Rok | Singl                                          | Umístění v hitparádě | Umístění v hitparádě | Umístění v hitparádě | Umístění v hitparádě | Umístění v hitparádě | Album                                       |
| Rok | Singl                                          | USA                  | USA R&B              | USA AC               | USA Dance            | UK                   | Album                                       |
| --- | ---------------------------------------------- | -------------------- | -------------------- | -------------------- | -------------------- | -------------------- | ------------------------------------------- |
| 1975 | This Will Be                                   | 6                    | 1                    | 45                   | 5                    | 32                   | Inseparable                                 |
| 1975 | Inseparable                                    | 32                   | 1                    | 20                   | —                    | —                    | Inseparable                                 |
| 1976 | Sophisticated Lady (She's a Different Lady)    | 25                   | 1                    | —                    | —                    | —                    | Natalie                                     |
| 1976 | Mr. Melody                                     | 49                   | 10                   | 25                   | —                    | —                    | Natalie                                     |
| 1977 | I've Got Love on My Mind                       | 5                    | 1                    | 45                   | —                    | —                    | Unpredictable                               |
| 1977 | Party Lights                                   | 79                   | 9                    | —                    | —                    | —                    | Unpredictable                               |
| 1977 | Our Love                                       | 10                   | 1                    | 33                   | —                    | —                    | Thankful                                    |
| 1978 | Annie Mae                                      | —                    | 6                    | —                    | —                    | —                    | Thankful                                    |
| 1978 | Lucy in the Sky with Diamonds                  | —                    | 53                   | —                    | —                    | —                    | Natalie Live!                               |
| 1979 | Stand By                                       | —                    | 9                    | —                    | —                    | —                    | I Love You So                               |
| 1979 | Sorry                                          | —                    | 34                   | —                    | —                    | —                    | I Love You So                               |
| 1979 | Your Lonely Heart                              | —                    | 59                   | —                    | —                    | —                    | I Love You So                               |
| 1979 | Gimme Some Time (s Peabem Brysonem)            | —                    | 8                    | —                    | —                    | —                    | We're the Best of Friends                   |
| 1980 | What You Won't Do for Love (s Peabem Brysonem) | —                    | 16                   | —                    | —                    | —                    | We're the Best of Friends                   |
| 1980 | Someone That I Used to Love                    | 21                   | 21                   | 3                    | —                    | —                    | Don't Look Back                             |
| 1980 | Hold On                                        | —                    | 38                   | —                    | —                    | —                    | Don't Look Back                             |
| 1981 | You Were Right Girl                            | —                    | 35                   | —                    | —                    | —                    | Happy Love                                  |
| 1981 | Nothin' But a Fool                             | —                    | 34                   | —                    | —                    | —                    | Happy Love                                  |
| 1983 | Too Much Mister                                | —                    | 45                   | —                    | —                    | —                    | I'm Ready                                   |
| 1985 | Dangerous                                      | 57                   | 16                   | —                    | 6                    | —                    | Dangerous                                   |
| 1985 | A Little Bit of Heaven                         | 81                   | 28                   | 11                   | —                    | —                    | Dangerous                                   |
| 1985 | Secrets                                        | —                    | —                    | —                    | 36                   | —                    | Dangerous                                   |
| 1987 | Jump Start                                     | 13                   | 2                    | —                    | 28                   | 44                   | Everlasting                                 |
| 1987 | I Live for Your Love                           | 13                   | 4                    | 2                    | —                    | 86                   | Everlasting                                 |
| 1987 | Over You (s Rayem Parkerem)                    | —                    | 10                   | 38                   | —                    | 65                   | After Dark (Ray Parker, Jr.)                |
| 1988 | Pink Cadillac                                  | 5                    | 9                    | 16                   | 1                    | 5                    | Everlasting                                 |
| 1988 | When I Fall in Love                            | 95                   | 31                   | 14                   | —                    | —                    | Everlasting                                 |
| 1988 | Everlasting                                    | —                    | —                    | —                    | —                    | 28                   | Everlasting                                 |
| 1989 | Miss You Like Crazy                            | 7                    | 1                    | 1                    | —                    | 2                    | Good to Be Back                             |
| 1989 | I Do(s Freddiem Jacksonem)                     | —                    | 7                    | 15                   | —                    | —                    | Good to Be Back                             |
| 1989 | Rest of the Night                              | —                    | —                    | —                    | —                    | 56                   | Good to Be Back                             |
| 1989 | A Matter of Fact                               | —                    | 52                   | —                    | —                    | —                    | Good to Be Back                             |
| 1990 | Starting Over Again                            | —                    | —                    | 5                    | —                    | 56                   | Good to Be Back                             |
| 1990 | Wild Women Do                                  | 34                   | —                    | —                    | 8                    | 16                   | Pretty Woman OST                            |
| 1991 | Unforgettable (s Nat King Coleem)              | 14                   | 10                   | 3                    | —                    | 19                   | Unforgettable... with Love                  |
| 1991 | The Christmas Song                             | —                    | —                    | 22                   | —                    | —                    | Unforgettable... with Love: Special Edition |
| 1992 | The Very Thought of You                        | —                    | —                    | 34                   | —                    | 71                   | Unforgettable... with Love                  |
| 1993 | Take a Look                                    | —                    | 68                   | 35                   | —                    | —                    | Take a Look                                 |
| 1997 | A Smile Like Yours                             | 84                   | —                    | 8                    | —                    | —                    | A Smile Like Yours OST                      |
| 1999 | Say You Love Me                                | —                    | 82                   | —                    | —                    | —                    | Snowfall on the Sahara                      |
| 1999 | Snowfall on the Sahara                         | —                    | —                    | 25                   | —                    | —                    | Snowfall on the Sahara                      |
| 2000 | Livin' for Love                                | —                    | —                    | —                    | 1                    | —                    | Greatest Hits, Vol. 1                       |
| 2000 | Angel on My Shoulder                           | —                    | —                    | 14                   | —                    | —                    | Greatest Hits, Vol. 1                       |
| 2006 | Day Dreaming                                   | —                    | 77                   | 29                   | —                    | —                    | Leavin'                                     |
| "–" označuje, že singl nebyl v hitparádě hodnocen nebo se neumístil nebo se neprobojoval do klasifikace |                                                |                      |                      |                      |                      |                      |                                             |